# Sobótka
Sobótka  [sɔˈbutka] es una ciudad en el condado de Wrocław, Voivodato de Baja Silesia, en el suroeste de Polonia. Es la sede del distrito administrativo (gmina) llamada Gmina Sobótka. Sobótka se encuentra a unos 30 km al suroeste de Wrocław en la ladera norte del Monte Ślęża, que forma parte de la cordillera Central Sudetes. En 2006, la ciudad tenía una población de 6.832 habitantes.

## Historia

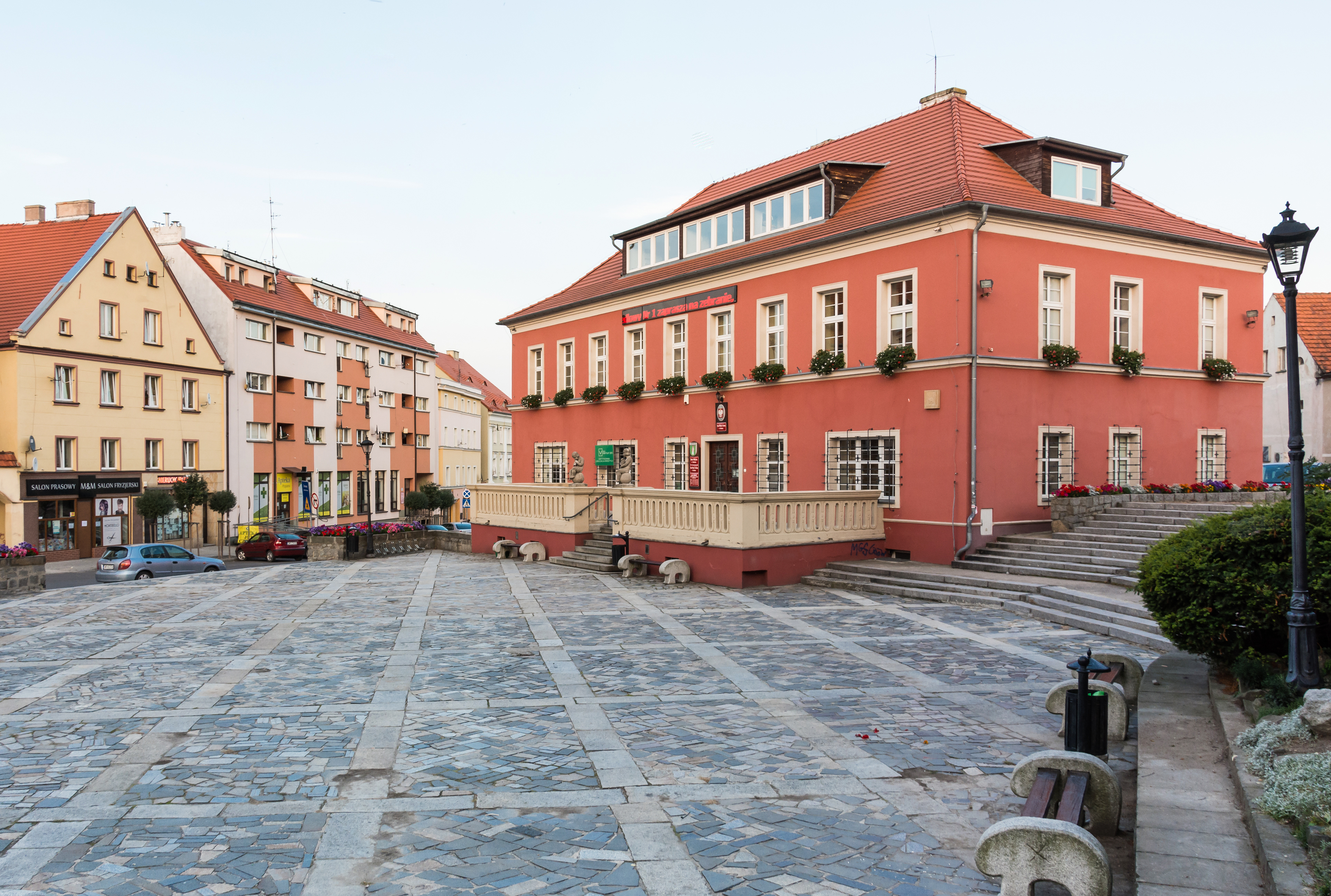
Ayuntamiento

La zona estuvo fue colonizada ya en tiempos prehistóricos, como lo demuestran numerosos artefactos arqueológicos, y en el siglo II a. C., en el Monte Ślęża existía un santuario de los Boyos celtas, que marcaba un puesto fronterizo al norte de su área de asentamiento.
En 1128, el voivoda polaco Piotr Włostowic estableció un monasterio agustino en el Monte Ślęża que más tarde se trasladó a Wrocław, mientras que el área seguía siendo una propiedad de la orden de los agustinos. El acuerdo se mencionó por primera vez en una bula de 1148 emitida por el Papa Eugenio III como Sabath, del latín: sabbatum, polaco: Sobota, "sábado", en referencia a un mercado semanal. Los derechos del mercado fueron confirmados por el duque de Silesia Bolesław I the Tall en 1193. Su hijo, el duque Enrique I el Barbudo, le otorgó derechos de privilegios según la Ley de Magdeburgo en 1221. La ubicación de la ciudad se encuentra en la antigua Ruta del Ámbar y su primer papel fue el comercio. Después de que el rey polaco Casimir III el Grande hubiera renunciado a Silesia, Sobótka en 1353, debido al matrimonio de la princesa checa, se convirtió en el territorio de los reyes de Bohemia. El rey Wenceslao reconoció explícitamente los derechos de la ciudad en 1399. La ciudad fue nuevamente comprada por los agustinos en 1494.
Como parte de la monarquía de los Habsburgo, la ciudad fue devastada en la Guerra de los Treinta Años. Con la mayor parte de Silesia fue anexionada por el Reino de Prusia en 1742. El rey Federico Guillermo III finalmente secularizó el territorio agustino en 1810.
Hasta 1945, el pueblo era conocido por su nombre alemán de Zobten am Berge. Después de la Segunda Guerra Mundial, la región fue colocada bajo la administración polaca por el Acuerdo de Potsdam bajo los cambios territoriales exigidos por la Unión Soviética. La mayoría de los alemanes huyeron o fueron expulsados y reemplazados por polacos expulsados de las áreas polacas anexadas por la Unión Soviética.

## Vistas
La principal atracción de la zona es el Monte Sleza, uno de los 28 picos de la Corona de las montañas polacas: Korona Gór Polski. El nombre de la región de Silesia proviene del nombre de esa montaña. Ahora es una reserva como "Parque de Gora Sleza y reserva geológica". Con sus 718 m.s.l. es el pico más alto de los Sudetes en la región. Su microclima específico permite el desarrollo de las muchas especies de fauna y flora. En la antigüedad (bronce) era el centro de culto Solar Pagano. La cristianización del territorio comienza en el siglo X.
Hay muchas sendas turísticas para los peatones y para los ciclistas. En la casa más antigua en el centro de Sobotka hay un museo de arqueología del Sr. Stanislaw Dunajewski que muestra la gran exposición de lo que se encontró cerca de la montaña Sleza. También se pueden visitar las iglesias de Santa Ana (XIII / XIV) y San Jacobo (1738) y el Castillo de Gorka.

## Nombres históricos de la ciudad
- 1148 – "Sabath"
- 1193 – "Sobath"
- 1200 – "Sobat"
- 1256 – "Czobotha"
- 1329 – "Zobota"
- 1336 – "Zobotka"
- 1343 - "Czoboten"
- 1399 - "Czobothen"
- 1404 - "Czobotaw"
- 1561 - "Zobten"
- 1938 - "Zobten soy Berge"
- 1945 - "Sobótka"

## Personas notables
- Dieter Grahn (nacido en 1944), remero alemán
- Tadeusz Dolny (Nacido 1958), jugador de fútbol polaco retirado

- Datos: Q992910
- Multimedia: Sobótka / Q992910

1. ↑  Worldpostalcodes.org,código postal n.º 55-050.